# Långtjärnen (Särna socken, Dalarna, 685630-135185)
Långtjärnen är en sjö i Älvdalens kommun i Dalarna och ingår i Dalälvens huvudavrinningsområde.